# Hnědá rýže

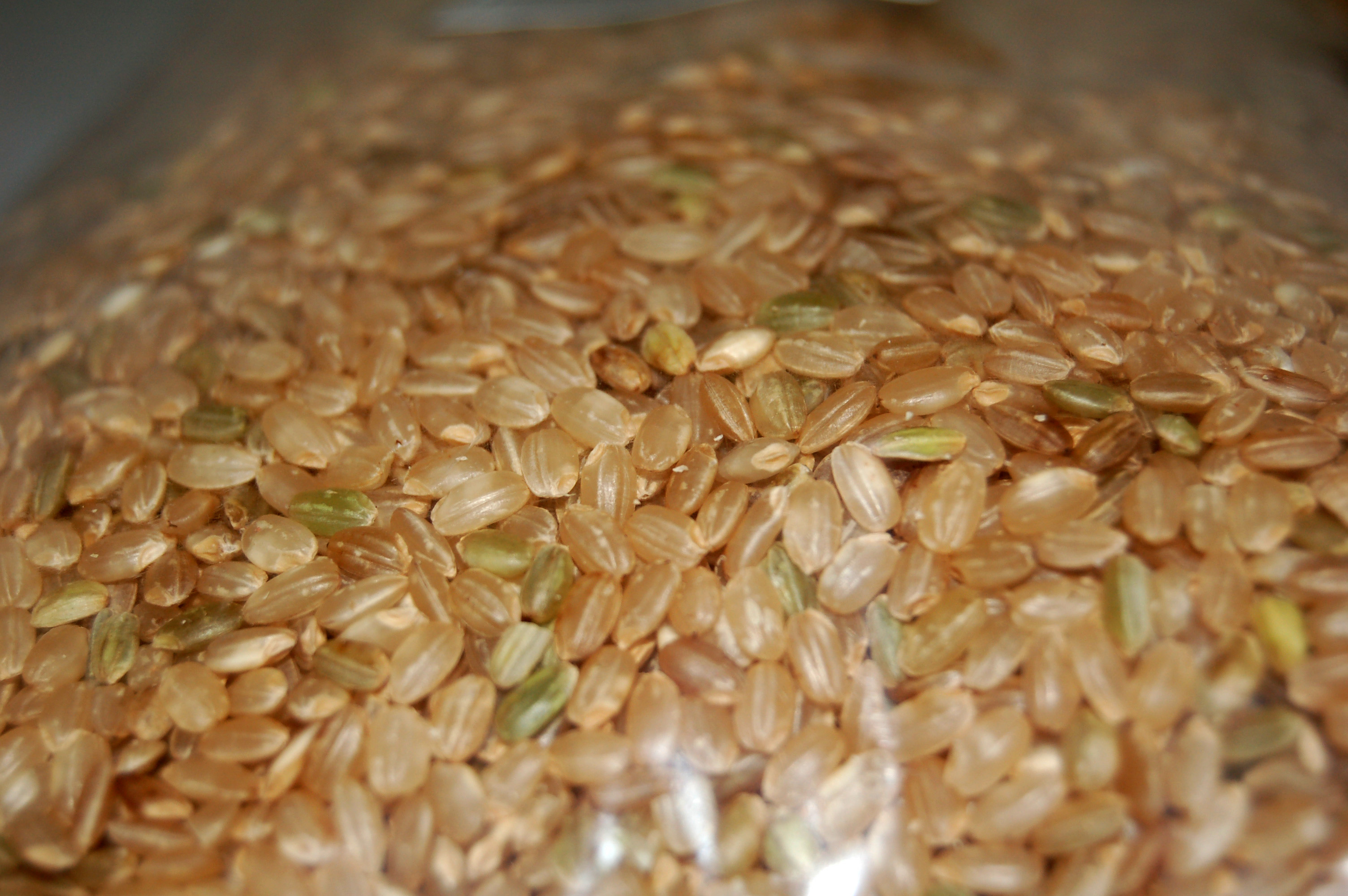
Hnědá rýže

Hnědá rýže (japonsky genmai (玄米); čínsky cāomǐ (糙米); korejsky hyeonmi (현미); thajsky ข้าวกล้อง; vietnamsky gạo lứt) je rýže, u které je odstraněna pouze slupka. Po uvaření má mírně tuhou konzistenci a chutná po oříšcích. Je zdrojem nestravitelné vlákniny, vitamínů a stopových prvků.
Měla by být spotřebována do šesti měsíců po otevření. Její cena je vyšší než cena bílé rýže.